# Parafia św. Józefa Rzemieślnika w Rabie Niżnej
Parafia św. Józefa Rzemieślnika w Rabie Niżnej – parafia rzymskokatolicka należąca do dekanatu Mszana Dolna w archidiecezji krakowskiej. Opiekę nad nią sprawują księża diecezjalni.
Odpust parafialny obchodzony jest w dniu wspomnienia świętego Józefa – 1 maja. 

## Historia

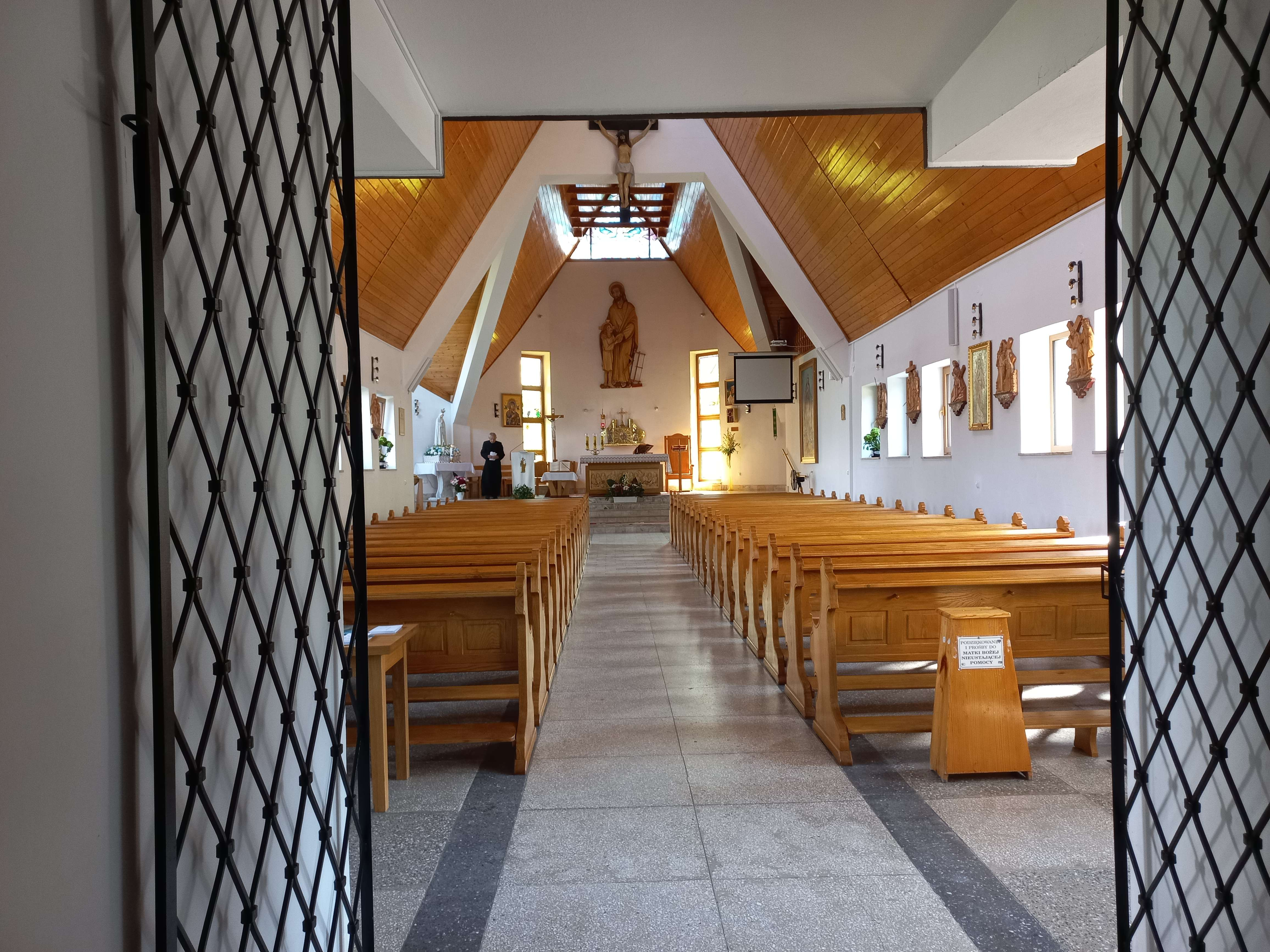
Wnętrze kościoła w 2023 roku

Początki usamodzielniania się struktur duszpasterskich w Rabie Niżnej sięgają roku 1832, kiedy to hrabia Baranowski zbudował we wsi swój dwór i urządził w nim niewielką kaplicę, udostępniając ją mieszkańcom. Dworek ten po II wojnie światowej został oddany w zarządzanie księżom Michalitom, którzy prowadzili tu zakład wychowawczy dla chłopców, a następnie sióstr Franciszkanek Rodziny Maryi. W 1951 w kaplicy wybuchł pożar, w którym spłonął obraz św. Józefa z ołtarza. 
W 1957 opiekę nad kaplicą przejęli Franciszkanie. To oni zainicjowali pomysł budowy w centrum wsi kościoła i odłączenia Raby Niżnej od parafii w Olszówce. Świątynię wybudowano w roku 1970, zaś samodzielną parafię erygowano 14 listopada 1982. 
Nowo wybudowany kościół okazał się za mały dla szybko rozwijającej się parafii, dlatego w późniejszych latach został znacznie powiększony i przebudowany. Ostatecznie kościół pod wezwaniem św. Józefa konsekrował 15 października 1996 kardynał Franciszek Macharski.

## Proboszczowie
- ks. Józef Jędrzejowski (1982–1989)[1]
- ks. Jan Dwornik (1989–1994)
- ks. Marian Krzystek (1994–2022)[2]
- ks. Michał Iwan (od 2022)[3]